# Lê Hồng Nam
Lê Hồng Nam (sinh năm 1966) là một tướng lĩnh của lực lượng Công an nhân dân Việt Nam với cấp bậc hàm Trung tướng. Ông hiện giữ chức vụ Ủy viên Ban Thường vụ Thành ủy Thành phố Hồ Chí Minh, Ủy viên UBND Thành phố, Bí thư Đảng ủy, nguyên Giám đốc Công an Thành phố Hồ Chí Minh.

## Tiểu sử
Lê Hồng Nam sinh năm 1966, quê quán tại tỉnh Bình Dương.
Ông có nhiều năm công tác tại Cục Cảnh sát điều tra tội phạm về tham nhũng, kinh tế, buôn lậu (C03), Bộ Công an.
Từ ngày 30 tháng 12 năm 2018, Đại tá Lê Hồng Nam được điều động, bổ nhiệm giữ chức vụ Giám đốc Công an tỉnh Long An thay Thiếu tướng Phan Chí Thanh nghỉ hưu. Lúc này ông đang là Phó Cục trưởng Cục Cảnh sát điều tra tội phạm về tham nhũng, kinh tế, buôn lậu thuộc Bộ Công an.
Ngày 26 tháng 6 năm 2020, Đại tá Lê Hồng Nam được bổ nhiệm giữ chức vụ Giám đốc Công an Thành phố Hồ Chí Minh.
Ngày 1 tháng 9 năm 2020, Thành ủy TPHCM tổ chức Lễ trao quyết định cán bộ. Tại buổi lễ, Trưởng Ban Tổ chức Thành ủy TPHCM Nguyễn Hồ Hải công bố Quyết định số 2325-QĐNS/TW của Ban Bí thư Ban Chấp hành Trung ương Đảng về việc chỉ định Đại tá Lê Hồng Nam, Giám đốc Công an TPHCM tham gia Ủy viên Ban Chấp hành, Ban Thường vụ Thành ủy TPHCM nhiệm kỳ 2015-2020.
Ngày 11 tháng 9 năm 2020, ông được Chủ tịch nước Cộng hòa xã hội chủ nghĩa Việt Nam Nguyễn Phú Trọng phong quân hàm Thiếu tướng Công an nhân dân Việt Nam.
Ngày 17 tháng 10 năm 2020, tại Đại hội Đại biểu Đảng bộ Thành phố Hồ Chí Minh lần thứ XI, Ban Chấp hành Đảng bộ Thành phố đã bầu ông làm ủy viên Ban Thường vụ Thành ủy TP.HCM khóa XI, nhiệm kỳ 2020-2025.
Ngày 25 tháng 8 năm 2022, ông được Thượng tướng Trần Quốc Tỏ - Ủy viên Trung ương Đảng, Phó Bí thư Đảng ủy Công an Trung ương, Thứ trưởng Bộ Công an trao bằng Tiến sĩ tại Học viện Cảnh sát nhân dân.
Ngày 11/9/2023, Ông Lê Hồng Nam được Chủ tịch nước Võ Văn Thưởng thăng cấp bậc Trung tướng

## Lịch sử thụ phong quân hàm
| Năm thụ phong | 9.2020      | 9.2023      |
| ------------- | ----------- | ----------- |
| Quân hàm      |             |             |
| Cấp bậc       | Thiếu tướng | Trung tướng |